# Escuadra de Asia Oriental

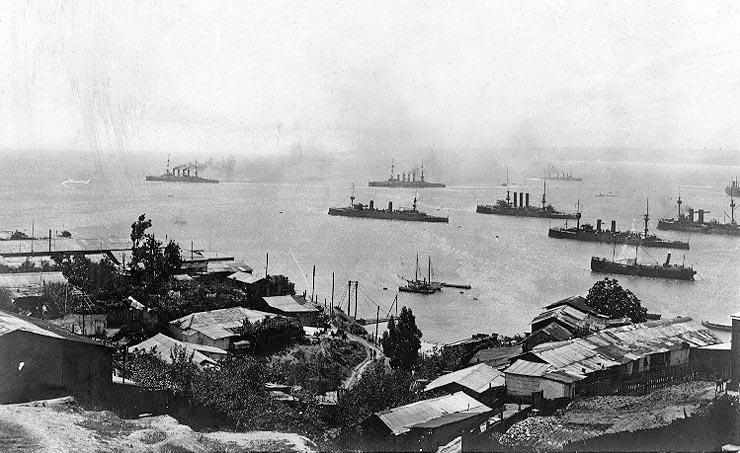
La Escuadra de Asia Oriental zarpando de Valparaíso acompañada de cruceros chilenos

La Escuadra de Asia Oriental (en Alemán: Kreuzergeschwader o Ostasiengeschwader) fue una escuadra de cruceros de la Marina Imperial alemana que operó principalmente en el Océano Pacífico entre mediados de la década de 1890 y el año 1914, se terminó en este año porque fue destruida en la Batalla de las Malvinas. Tras su disolución de facto, únicamente quedó tras escapar de la Batalla de las Islas Malvinas, el Dresden y varios auxiliares se retiraron al Océano Pacífico en un intento de reanudar las operaciones de asalto comercial contra la navegación aliada, hasta el humdimiento de este último en 1915 en la Batalla de Más a Tierra en aguas chilenas.

## Antecedentes
El Tratado de Pekín en septiembre de 1861 entre el Reino de Prusia y China permitió a los buques de guerra prusianos navegar en aguas territoriales de China. A medida que Asia Oriental crecía en importancia económica y política para los intereses de la Alemania recientemente unificada, una escuadra naval fue creada en 1881 bajo el mando de un jefe de escuadra. Ya que las colonias africanas eran mejor valoradas, una Escuadra de Cruceros Africana fue establecida en 1885 con presencia permanente, y poco después la Marina Imperial Alemana limitó su presencia en Asia Oriental a dos cañoneras pequeñas.
Entre 1888 y 1892, la corbeta Leipzig fue el buque insignia de la Escuadra de Asia Oriental, inicialmente bajo el mando del contraalmirante Karl August Deinhardt, quien fue designado el 14 de julio cuando el buque estaba en Adén y tomó el mando del barco en Zanzíbar el 2 de agosto, y de la escuadra el 31 de agosto en Kenia. La travesía programada hacia el Pacífico fue cancelada con el crecimiento de tensiones en África del Este. En consecuencia, el Leipzig participó en la supresión de la Revuelta Abushiri. El 8 de mayo de 1889 una expedición originaria del buque participó en un ataque sobre el campo de Buschiri, cerca de Bagamojo. El 8 de julio del mismo año, otra expedición del buque participó en la captura de Pangani. Una vez terminada la contienda, el buque fue llevado a Ciudad del Cabo para una revisión (agosto/septiembre). A principios de septiembre, Deinhardt recibió un telegrama del Emperador Guillermo II ordenando que trasladara el buque al Mediterráneo Oriental.
El buque entró al Mediterráneo el 28 de octubre y se unió a una escuadra de entrenamiento cerca de la isla de Mitilini el 1 de noviembre. El emperador se entrevistó con Deinhardt el 6 de noviembre, quien volvía de Constantinopla, y honró a los miembros de la escuadra de cruceros del Este de África con una orden especial. Todas las embarcaciones alemanas zarparon para Italia y atracaron en Venecia el 12 de noviembre para resumir las reparaciones interrumpidas en Ciudad del Cabo. Después del 15 de diciembre zarparon hacia aguas maltesas, y luego hacia Port Said, donde pasaron Navidad y Nochevieja.
El Leipzig partió hacia Oriente el 27 de enero de 1890, acompañado de las cañoneras Iltis y Wolf, mientras que los buques SMS Carola, SMS Schwalbe y SMS Sperber volvieron a África del Este. El nuevo comandante de la escuadra, el contraalmirante Víctor Valois, asumió el mando el 16 de marzo. Se trataba de un periodo rutinario que vio visitas a Kotchin en la India (20 de marzo) y a puertos Chinos y Japoneses, donde el almirante Valois se encontraría con su buque insignia, en Nagasaki. La escuadra después visitó Hong Kong, Manila y Singapur, donde se reunió con el SMS Sophie. En julio, la escuadra navegó por Indonesia, el Estrecho de Dampier, el Archipiélago de Bismarck, y visitó las ciudades australianas de Newcastle y Sídney el 15 de septiembre, así como la Bahía de Jervis. En Australia se unió a la escuadra el SMS Alexandrine y, después de que se efectuaran reparaciones en el Leipzig a raíz de daños sufridos en el Canal de Suez, la escuadra viajó a Samoa y a Nueva Zelanda en noviembre. En febrero de 1891 se realizaron algunas visitas a Hong Kong y en marzo a puertos chinos, parando frente a la carretera de Wusung antes de una visita a Nankín.
En mayo de 1891, en Yokohama, Valois recibió la orden de proteger los intereses de Alemania en Chile ante la guerra civil chilena. El Leipzig agotó todo su carbón durante el trayecto y tuvo que ser remolcado durante 97 horas. Tras parar brevemente en San Francisco, el Leipzig navegó a Valparaíso, llegando el 9 de julio. La escuadra viajó a Iquique y a Coquimbo en julio y agosto. Volvió a Valparaíso el 20 de agosto y el Leipzig y la corbeta británica HMS Champion enviaron un destacamento a tierra para proteger los barrios ingleses y alemanes de la ciudad. Al terminar la guerra, el Leipzig visitó varios puertos de América del Sur y después Ciudad del Cabo. En marzo de 1892 fondeó en la bahía de Delagoa, desde donde el nuevo comandante de la escuadra, Friedrich von Pawelsz, del Creuer Squadron envió una delegación a Paul Krueger, el nuevo presidente de la República Bóer de Transvaal. La escuadra de cruceros de África volvió a Alemania para su desactivación en Kiel en 1893.

## Formación
Con el estallido de la primera guerra sino-japonesa en 1894, Alemania volvió a interesarse por China. El almirantazgo alemán creó la División de Cruceros de Asia Oriental (Kreuzerdivision in Ostasien)con el apoyo total del Káiser Guillermo II. La escuadra de constituyó del crucero ligero moderno SMS Irene y de tres buques menores en estado de obsolescencia bajo el mando del contraalmirante Paul Hoffmann. "Sus órdenes le dirigían a proteger los intereses alemanes y examinar posibles lugares para una base alemana en China." Hoffmann determinó que sus buques eran insuficientes para la tarea y peticionó al almirantazgo reemplazos para sus tres buques antiguos. Su petición fue aceptada y se envió a la fragata SMS Kaiser, el crucero ligero SMS Prinzess Wilhelm y el pequeño crucero SMS Cormoran. Careciendo de una base propia, Hoffmann dependía de los británicos en Hong Kong, de los chinos en Shanghái y de los japoneses en Nagasaki para el apoyo técnico y logístico de sus buques. Tanto Guillermo II como su canciller, su ministro de exteriores y la secretaría naval creían en la necesidad de una base en Asia Oriental. El embajador alemán en China comentó "..nuestros barcos no pueden nadar aquí para siempre como vagabundos sin hogar."
El contraalmirante Alfred von Tirpitz sucedió a Hoffmann en junio de 1896 con órdenes de encontrar lugar para una base y para evaluar cuatro localidades posibles en la costa china. Aunque Tirpitz favorecía la bahía en Kiautschou, otros miembros del gobierno abogaron por otros lugares, y Tirpitz acabó dudando de su propia preferencia en su informe final. Tirpitz fue convocado por Guillermo II, y tras volver a Berlín perdió su interés en Asia Oriental, centrando ahora su atención en construir una flota de guerra.
El contraalmirante Otto von Diedrichs sucedió a Tirpitz en la comandancia de la División de Cruceros. Aunque la Marina aún no había seleccionado un lugar específico para una base debido a la indecisión del Alto Mando, Diedrichs afirmó "Solo Kiautschou es el objetivo de mis esfuerzos."

##### Toma de Tsingtao
Las ofertas alemanas de comprar el lugar fueron rechazadas, pero el asesinato de dos misioneros alemanes el 1 de noviembre de 1897 proporcionó el casus belli para que el contraalmirante Diedrichs desembarcara tropas el 14 de noviembre de 1897. La Marina Imperial tenía un control muy tenue de Kiautschou hasta que la región fue reforzada con la llegada del crucero SMS Kaiserin Augusta y, en enero de 1898, los efectivos del Seebataillon desembarcaron para formar una guarnición en Tsingtao.
En la Convención en Pekín el 6 de marzo de 1898, el embajador alemán y el virrey chino firmaron un arrendamiento de 99 años de Kiautschou para Alemania e inmediatamente después comenzó la colonización del territorio. Se construyó una base naval junto con infraestructuras de apoyo en el pueblo pesquero de Tsingtao (actualmente Qingdao) con tal de crear la Ostasiatische Station (Estación Esteasiática) de la Marina Imperial.
Von Diederichs fue llamado a Berlín en 1899 para ser nombrado jefe de personal del almirantazgo, siendo sucedido en Tsingtao por el contraalmirante y príncipe Enrique de Prusia. A continuación se sucedieron una serie de comandantes de la Escuadra de Cruceros de Asia Oriental: el contraalmirante Curt von Prittwitz, Felix von Bendemann, Alfred Breusin, Carl Coerper, Friedrich von Ingenohl, Erich Gühler, Günther von Krosigk y el conde Maximilian von Spee, quien sería el último comandante de la flota. Durante estos años se aprobó un programa de mejora y actualización de la escuadra que envió buques modernos a Tsingtao.

## Rebelión de los Bóxers

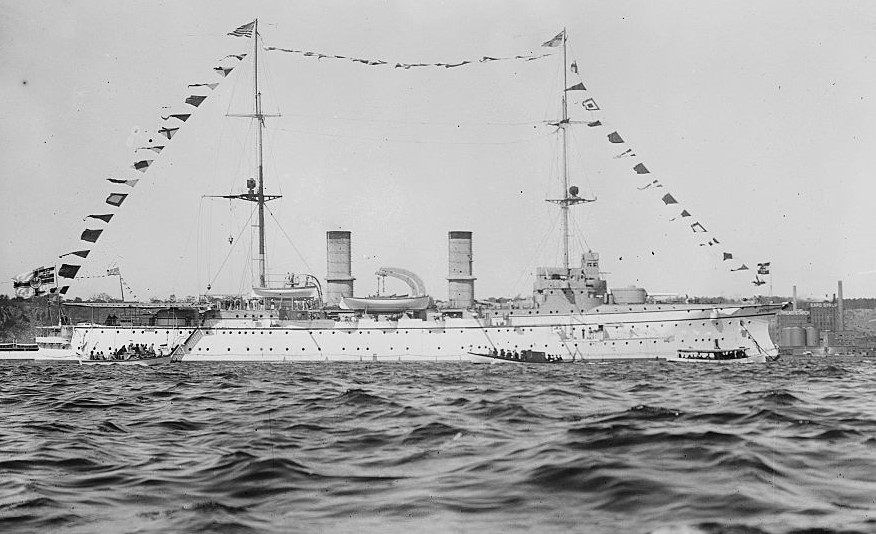
El con solo dos chimeneas tras servir como buque escuela en China

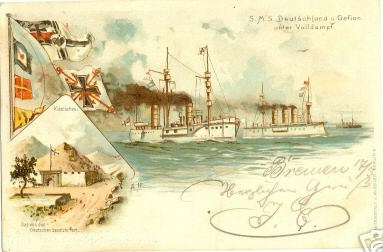
El (derecha) frente a la costa china en la bahía de Jiazhou. En la izquierda, la fragata.

Entre febrero de 1900 y 1902 el Almirante Felix von Bendemann comandó la Escuadra de Asia Oriental (Ostasiengeschwader) desde los buques insignia SMS Irene y SMS Hertha. Cuando Bendemann tomó el mando de la Escuadra, la consideró deficiente para lidiar con los retos que planteaba la Rebelión de los Bóxers. Bendemann tuvo que tomar cartas náuticas y mapas prestados de los rusos y de los británicos para poder maniobrar en el Mar Amarillo. Sin embargo, encabezó la idea de tomar los Fuertes de Taku, y sus buques proporcionaron una notable contribución en la Batalla de los Fuertes de Taku. El 8 de junio de 1900 Bendemann trajo a los cruceros pesados SMS Hansa, SMS Hertha así como los cruceros ligeros SMS Gefion y SMS Irene ante el Fuerte de Taku para desembarcar un destacamento de cuerpo de marina (Seebataillone), junto con buques de otros países, para la protección de sus conciudadanos en Tientsin. A finales de junio, el teniente Otto Weniger, que comandaba el SMS Gefion asumió el mando de un cuerpo de 500 efectivos que participaron en la fracasada Expedición de Seymour con tal de aliviar las delegaciones de Pekín.

## Primera Guerra Mundial
En 1914, la Escuadra de Asia Oriental poseía cinco buques capitales bajo el mando del contraalmirante Maximilian von Spee:
- Cruceros clase Scharnhorst
  - SMS Scharnhorst
  - SMS Gneisenau

- Crucero clase Dresden
  - SMS Emden

- Crucero clase Bremen
  - SMS Leipzig

- Crucero clase Königsberg
  - SMS Nürnberg

En 1914 la Escuadra también tenía asignados los antiguos cruceros de la clase Bussard SMS Geier y SMS Cormoran, las lanchas torpederas SMS S90 y SMS Taku y una variedad de cañoneras.
Al estallar la Primera Guerra Mundial en agosto de 1914 von Spee se encontraba en condiciones de inferioridad numérica y armamentística respecto a las marinas aliadas de la región. Von Spee temía especialmente a las marinas japonesa y australianas - de hecho, llegó a afirmar que el buque insignia australiano, el crucero de batalla HMAS Australia, era superior a su escuadra entera.

«No deben olvidar que soy una persona sin hogar. No puedo llegar a Alemania, no tenemos un puerto seguro. Debo luchar por abrirme camino a través de los mares del planeta haciendo todo el daño que pueda, hasta que se me acabe la munición o un enemigo muy superior consiga capturarme. Pero lograr eso les costará muy caro a los desgraciados.»
Contraalmirante Maximilian von Spee 

Los éxitos iniciales del Emden hicieron que von Spee permitiera a su capitán, von Muller, navegar en solitario por el Océano Índico para atacar barcos mercantes, mientras que los cruceros de la escuadra navegarían hacia el Pacífico Oriental y hacia la costa Sudamericana, donde había países simpatizantes con Alemania (principalmente Chile) que von Spee quizá podría utilizar para reabastecerse.  El crucero Cormoran fue dejado en Tsingtao debido al mal estado de sus motores.

##### Intercepciones delEmden
El Emden interfirió con el comercio en el Océano Índico, interceptando 29 barcos y hundiendo aquellos pertenecientes al Reino Unido o a sus aliados. En la Batalla de Penang hundió el destructor francés Mousquet y el crucero ruso Zemchug, sorprendiendo el buque ruso cuando estaba en puerto. Luego cañoneó depósitos de petróleo en Madras. El Emden fue hundido el 9 de noviembre de 1914 tras un largo combate con el HMAS Sydney en la Batalla de las Cocos.

##### La travesía del Pacífico
Al comenzar la Primera Guerra Mundial, prácticamente todos los buques de la Escuadra de Asia Oriental se dispersaron por las colonias isleñas para realizar misiones rutinarias. Los cruceros pesados Scharnhorst y Gneisenau se encontraban fondeados en Ponape, en las Islas Carolinas. La flota se reunió en la Isla de Pagán en el norte de las Islas Marianas, donde los comandantes planearon la larga travesía hacia Alemania mientras los buques se reabastecieron de carbón. El crucero ligero Nürnberg fue enviado a Honolulu para recabar noticias de la guerra ya que todos los cables submarinos alemanes que pasaban por aguas bajo control británico habían sido cortados. El almirante von Spee se dirigió a la Samoa Alemana con el Scharnhorst y el Gneisenau, y luego hacia el Este, bombardeando Papeete en la Polinesia Francesa. La Escuadra se reabasteció de carbón en la Isla de Pascua. El crucero SMS Geier, que no logró reunirse con el resto de la flota en Pagán, intentó unirse a la escuadra de von Spee hasta verse obligado a internarse en Hawái el 17 de octubre de 1914 debido a unas averías. Viendo que la presencia aliada en el Pacífico había crecido hasta el punto de dejarlo en extrema inferioridad numérica y comprendiendo que había perdido el factor sorpresa, von Spee decidió contornear el Cabo de Hornos con su escuadra y abrirse hacia el Norte para llegar a Alemania. Frente a la costa chilena, la escuadra se encontró con el crucero ligero Dresden, que había estado cazando barcos mercantes en el Atlántico y había atravesado el Cabo de Hornos para tener más probabilidades de éxito. El Dresden se unió a la escuadra de von Spee.
La escuadra se enfrentó a la Escuadra de las Indias Orientales británica el 1 de noviembre de 1914 en la Batalla de Coronel frente a Coronel, Chile, hundiendo dos cruceros británicos, el HMS Good Hope y el HMS Monmouth. La Escuadra de Asia Oriental fue casi totalmente destruida el 8 de diciembre de 1914 en la Batalla de las Malvinas al enfrentarse a una superior fuerza británica de cruceros y cruceros de batalla. Solo el SMS Dresden (que no pertenecía inicialmente a la escuadra) y algunas embarcaciones auxiliares lograron huir y volvieron al Pacífico. Las embarcaciones auxiliares serían internadas en puertos chilenos mientras que el Dresden sería hundido por su propia tripulación para evitar ser capturado en la Batalla de Más a Tierra.
Con el hundimiento del Dresden, el último resto del escuadrón alemán de Asia Oriental fue destruido, ya que todos los demás barcos del escuadrón habían sido hundidos o confinados. La única presencia alemana que quedaba en el Océano Pacífico eran unos pocos asaltantes comerciales aislados, como el Seeadler y el Wolf.
Las cuatro cañoneras pequeñas, el Iltis, Jaguar, Tiger y Luchs, así como las lanchas torpederas SMS Taku y S90 de la Escuadra de Asia Oriental que se quedaron en Tsingtao fueron hundidas por sus tripulaciones poco antes de la captura japonesa de la base en noviembre de 1914, durante el Sitio de Tsingtao. Cuatro cañoneras pequeñas y algunas embarcaciones lograron evitar la captura y navegaron hacia el interior de China a través de ríos hasta 1917 cuando China confiscó la mayor parte de los barcos salvo las cañoneras, que fueron destruidas por sus tripulaciones.